# 蘆屋町
芦屋町（日语：／ Ashiya machi */?）是位于北九州市西側的一個城鎮，屬遠賀郡。
轄區位於遠賀川河口兩岸，但西岸大部分地區屬於航空自衛隊蘆屋基地，加上遠賀川的水域面積，全町實際上的可居住面積約只有7.37平方公里。

## 历史
町的歷史最早可以追溯到平安時代中期，在日本書紀中曾記載到蘆屋津（港）的存在。在1185年也曾成為葦屋浦之戰的戰場。到了江戶時代開始成為商港。
1939年日本帝國陸軍開始設置飛行場，並於戰後被美軍接收，經濟發展也開始因為基地的存在而成長。

### 年表
- 1889年4月1日：實施町村制，現在的轄區在當時分屬：遠賀郡蘆屋村和山鹿村。
- 1891年6月10日：蘆屋村改制為蘆屋町。
- 1905年11月5日：山鹿村被併入蘆屋町。

### 變遷表
| 1889年以前 | 1889年4月1日 | 1889年 - 1912年      | 1889年 - 1912年      | 1912年 - 1944年      | 1945年 - 1989年      | 1989年 - 現在        | 現在                 |
| ---------- | ------------ | -------------------- | -------------------- | -------------------- | -------------------- | -------------------- | -------------------- |
|            | 蘆屋村       | 1891年6月10日 蘆屋町 | 1905年11月5日 蘆屋町 | 1905年11月5日 蘆屋町 | 1905年11月5日 蘆屋町 | 1905年11月5日 蘆屋町 | 1905年11月5日 蘆屋町 |
|            | 山鹿村       |                      | 1905年11月5日 蘆屋町 | 1905年11月5日 蘆屋町 | 1905年11月5日 蘆屋町 | 1905年11月5日 蘆屋町 | 1905年11月5日 蘆屋町 |

## 交通
過去曾先後有蘆屋鐵道與國鐵蘆屋線，但已於1961年停止營運。
現在轄區內並無任何鐵路或高速公路通過，也因此造成地區的成長較鄰近其他町緩慢。

## 姐妹、友好都市

### 日本
- 佐野市（栃木縣）

## 本地出身之名人
- 中西千枝子：前日本女子排球隊隊長
- 高木淳也：俳優、電影導演
- 吉高寿男：編劇
- 吉田磯吉：日本眾議院議員
- 吉田直：小說家

## 外部連結
- （日語） 蘆屋町觀光協會 （页面存档备份，存于）
- （日語） 蘆屋町商工會 （页面存档备份，存于）